# Сидорюк, Вячеслав Анатольевич
Вячеслав Анатольевич Сидорюк (21 февраля 1971, Махачкала, Дагестанская АССР, СССР) — советский и российский футболист, ныне тренер.

## Карьера

### Игровая
Воспитанник дагестанского футбола. Профессиональную карьеру начинал в махачкалинском «Динамо», за которое играл с 1988 по 1997 год с перерывами, также в 1994 году полгода провёл в «Анжи». С 1998 по 1999 годы выступал за тверскую «Волгу». Далее выступал за Энергию из города Великие Луки. С 2001 по 2002 год играл за азербайджанский клуб «Шахдаг» Кусары. В сезоне 2002/03 чемпионат Азербайджана не проводился, в это время Сидорюк выступал за «Волгу» в ЛФЛ, однако после возобновления чемпионата в следующем сезоне снова перебрался в Азербайджан, где также выступал за «Шахдаг», который к этому времени именовался как «Шахдаг-Самур». Сезон 2006/07 провёл за «Гилан». Весной 2007 года был травмирован и находился на лечении в Махачкале. После чего завершил карьеру игрока. 5 декабря 2011 года в Махачкале принимал участие в матче памяти погибших дагестанских футболистов Ибрагима Гасанбекова, Кафара Кафарова и Шамиля Бурзиева. В мае 2012 года принимал участие в Суперкубке Махачкалы.

### Тренерская
С 2012 года работал тренером в академии футбола «Анжи». В 2013 году тренировал команду 1996 года рождения, с которой в августе 2013 года в Волгограде выиграл зональный турнир Кубка РФС среди команд Премьер-лиги и ФНЛ.